# Esplanade

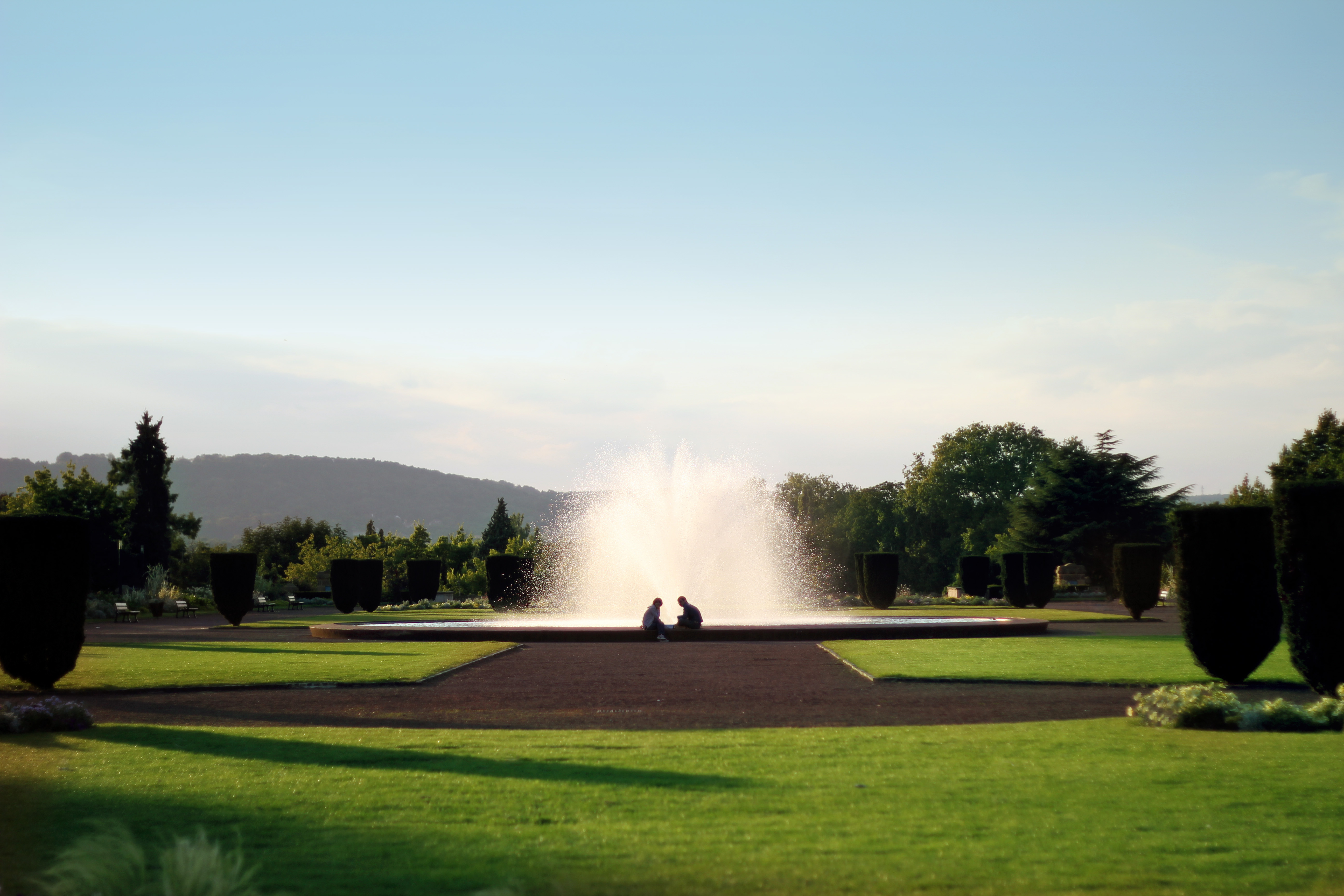
L'Esplanade di Metz

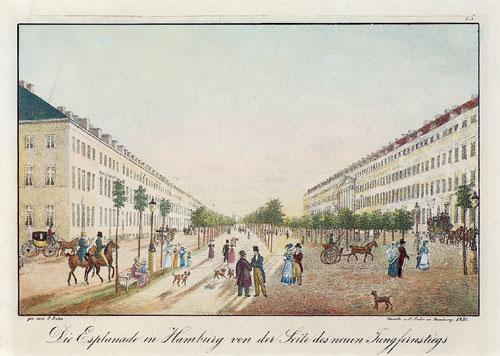
L'Esplanade di Amburgo in una litografia

Esplanade è un termine derivante dal francese, traducibile come "spianata", e originariamente definiva un'area in piano e aperta di fronte a una cittadella che fungeva da spazio aperto per parate ed esercitazioni militari. Il termine è sopravvissuto passando ad indicare spazi aperti come piazze o parchi.
Esempi di esplanade sono l'Esplanade de La Défense, una piazza del quartiere de La Défense a Parigi, e l'Esplanade a Metz, giardino pubblico.
A volte il termine esplanade è utilizzato come sinonimo di promenade o passeggiata, indicando una strada particolarmente scenografica con ampi spazi per la circolazione dei pedoni.